# Heterotrichoncus pusillus
Heterotrichoncus pusillus is een spinnensoort in de taxonomische indeling van de hangmatspinnen (Linyphiidae).
Het dier behoort tot het geslacht Heterotrichoncus. De wetenschappelijke naam van de soort werd voor het eerst geldig gepubliceerd in 1958 door František Miller.